# ISU Challenger Series 2015/2016
ISU Challenger Series 2015/2016 – 2. edycja cyklu zawodów Challenger Series w łyżwiarstwie figurowym. Zawodnicy podczas sezonu wystąpili w dziesięciu zawodach cyklu rozgrywek. Rywalizacja rozpoczęła się w Salt Lake City 16 września, a zakończyła w chorwackim Zagrzebiu turniejem Golden Spin of Zagreb, który odbył się w dniach 2 – 5 grudnia 2015 roku.

## Kalendarium zawodów
| Lp. | Data                               | Miejsce        | Zawody                     | Źr. |
| --- | ---------------------------------- | -------------- | -------------------------- | --- |
| 1   | 16–20 września 2015                | Salt Lake City | U.S. International Classic |     |
| 2   | 23–26 września 2015                | Oberstdorf     | Nebelhorn Trophy           |     |
| 3   | 1–3 października 2015              | Bratysława     | Memoriał Ondreja Nepeli    |     |
| 4   | 8–11 października 2015             | Espoo          | Finlandia Trophy           |     |
| 5   | 15–18 października 2015            | Sarańsk        | Mordovian Ornament         |     |
| 6   | 20–25 października 2015            | Sofia          | Denkowa-Stawiski Cup       |     |
| 7   | 27 października – 1 listopada 2015 | Graz           | Ice Challenge              |     |
| 8   | 18–22 listopada 2015               | Tallinn        | Tallinn Trophy             |     |
| 9   | 26–29 listopada 2015               | Warszawa       | Warsaw Cup                 |     |
| 10  | 9–12 grudnia 2015                  | Zagrzeb        | Golden Spin of Zagreb      |     |

## Medaliści

### Soliści
| Zawody                     | 1. miejsce          | 2. miejsce         | 3. miejsce          | Źr.    |
| -------------------------- | ------------------- | ------------------ | ------------------- | ------ |
| U.S. International Classic | Danijjel Samochin   | Keiji Tanaka       | Ross Miner          | [ 1 ]  |
| Nebelhorn Trophy           | Elladj Baldé        | Max Aaron          | Konstantin Mieńszow | [ 2 ]  |
| Memoriał Ondreja Nepeli    | Jason Brown         | Michaił Kolada     | Gordiej Gorszkow    | [ 3 ]  |
| Finlandia Trophy           | Konstantin Mieńszow | Adam Rippon        | Siergiej Woronow    | [ 4 ]  |
| Mordovian Ornament         | Maksim Kowtun       | Danijjel Samochin  | Moris Kwitelaszwili | [ 5 ]  |
| Denkowa-Stawiski Cup       | Misza Ge            | Julian Zhi Jie Yee | Matteo Rizzo        | [ 6 ]  |
| Ice Challenge              | Artur Dmitrijew     | Jason Brown        | Michaił Kolada      | [ 7 ]  |
| Tallinn Trophy             | Max Aaron           | Dmitrij Alijew     | Deniss Vasiļjevs    | [ 8 ]  |
| Warsaw Cup                 | Aleksandr Samarin   | Anton Szulepow     | Żan Busz            | [ 9 ]  |
| Golden Spin of Zagreb      | Dienis Ten          | Adam Rippon        | Adjan Pitkiejew     | [ 10 ] |

### Solistki
| Zawody                     | 1. miejsce               | 2. miejsce            | 3. miejsce           | Źr.    |
| -------------------------- | ------------------------ | --------------------- | -------------------- | ------ |
| U.S. International Classic | Satoko Miyahara          | Elizabet Tursynbajewa | Angela Wang          | [ 11 ] |
| Nebelhorn Trophy           | Kaetlyn Osmond           | Alona Leonowa         | Courtney Hicks       | [ 12 ] |
| Memoriał Ondreja Nepeli    | Jewgienija Miedwiediewa  | Anna Pogoriła         | Marija Artiemjewa    | [ 13 ] |
| Finlandia Trophy           | Rika Hongo               | Julija Lipnicka       | Joshi Helgesson      | [ 14 ] |
| Mordovian Ornament         | Anna Pogoriła            | Adelina Sotnikowa     | Marija Artiemjewa    | [ 15 ] |
| Denkowa-Stawiski Cup       | Isabelle Olsson          | Angelina Kučvaļska    | Anne Line Gjersem    | [ 16 ] |
| Ice Challenge              | Mirai Nagasu             | Marija Artiemjewa     | Tyler Pierce         | [ 17 ] |
| Tallinn Trophy             | Marija Sotskowa          | Elizabet Tursynbajewa | Tyler Pierce         | [ 18 ] |
| Warsaw Cup                 | Jelizawieta Tuktamyszewa | Sierafima Sachanowicz | Anastasija Gałustian | [ 19 ] |
| Golden Spin of Zagreb      | Jelizawieta Tuktamyszewa | Elizabet Tursynbajewa | Karen Chen           | [ 20 ] |

### Pary sportowe
| Zawody                     | 1. miejsce                             | 2. miejsce                            | 3. miejsce                              | Źr.                               |
| -------------------------- | -------------------------------------- | ------------------------------------- | --------------------------------------- | --------------------------------- |
| U.S. International Classic | Tarah Kayne / Daniel O’Shea            | Marissa Castelli / Mervin Tran        | Kirsten Moore-Towers / Michael Marinaro | [ 21 ]                            |
| Nebelhorn Trophy           | Tetiana Wołosożar / Maksim Trańkow     | Alexa Scimeca / Chris Knierim         | Vanessa James / Morgan Ciprès           | [ 22 ]                            |
| Memoriał Ondreja Nepeli    | Ksienija Stołbowa / Fiodor Klimow      | Kristina Astachowa / Aleksiej Rogonow | Jewgienija Tarasowa / Władimir Morozow  | [ 23 ]                            |
| Finlandia Trophy           | Konkurencja nie została rozegrana      | Konkurencja nie została rozegrana     | Konkurencja nie została rozegrana       | Konkurencja nie została rozegrana |
| Mordovian Ornament         | Yūko Kawaguchi / Aleksandr Smirnow     | Natalja Zabijako / Aleksandr Enbiert  | Goda Butkute / Nikita Jermołajew        | [ 24 ]                            |
| Denkowa-Stawiski Cup       | Konkurencja nie została rozegrana      | Konkurencja nie została rozegrana     | Konkurencja nie została rozegrana       | Konkurencja nie została rozegrana |
| Ice Challenge              | Alexa Scimeca / Chris Knierim          | Mari Vartmann / Ruben Blommaert       | Nicole Della Monica / Matteo Guarise    | [ 25 ]                            |
| Tallinn Trophy             | Alona Sawczenko / Bruno Massot         | Mari Vartmann / Ruben Blommaert       | Amani Fancy / Christopher Boyadji       | [ 26 ]                            |
| Warsaw Cup                 | Alona Sawczenko / Bruno Massot         | Nicole Della Monica / Matteo Guarise  | Goda Butkute / Nikita Jermołajew        | [ 27 ]                            |
| Golden Spin of Zagreb      | Jewgienija Tarasowa / Władimir Morozow | Kristina Astachowa / Aleksiej Rogonow | Tarah Kayne / Daniel O’Shea             | [ 28 ]                            |

### Pary taneczne
| Zawody                     | 1. miejsce                         | 2. miejsce                                   | 3. miejsce                                    | Źr.    |
| -------------------------- | ---------------------------------- | -------------------------------------------- | --------------------------------------------- | ------ |
| U.S. International Classic | Madison Hubbell / Zachary Donohue  | Laurence Fournier Beaudry / Nikolaj Sørensen | Élisabeth Paradis / François-Xavier Ouellette | [ 29 ] |
| Nebelhorn Trophy           | Madison Chock / Evan Bates         | Alexandra Paul / Mitchell Islam              | Anastasia Cannuscio / Colin McManus           | [ 30 ] |
| Memoriał Ondreja Nepeli    | Piper Gilles / Paul Poirier        | Penny Coomes / Nicholas Buckland             | Maia Shibutani / Alex Shibutani               | [ 31 ] |
| Finlandia Trophy           | Kaitlyn Weaver / Andrew Poje       | Isabella Tobias / Ilja Tkaczenko             | Laurence Fournier Beaudry / Nikolaj Sørensen  | [ 32 ] |
| Mordovian Ornament         | Jelena Iljinych / Rusłan Żyganszyn | Isabella Tobias / Ilja Tkaczenko             | Natalia Kaliszek / Maksym Spodyriew           | [ 33 ] |
| Denkowa-Stawiski Cup       | Alisa Agafonova / Alper Uçar       | Wiktorija Kowalowa / Jurij Bielajew          | Liudmiła Sośnicka / Pawieł Gołowisznokow      | [ 34 ] |
| Ice Challenge              | Danielle Thomas / Daniel Eaton     | Misato Komatsubara / Andrea Fabbri           | Olesia Karmi / Max Lindholm                   | [ 35 ] |
| Tallinn Trophy             | Isabella Tobias / Ilja Tkaczenko   | Federica Testa / Lukas Csolley               | Cecilia Törn / Jussiville Partanen            | [ 36 ] |
| Warsaw Cup                 | Charlène Guignard / Marco Fabbri   | Natalia Kaliszek / Maksym Spodyriew          | Cecilia Törn / Jussiville Partanen            | [ 37 ] |
| Golden Spin of Zagreb      | Charlène Guignard / Marco Fabbri   | Kaitlin Hawayek / Jean-Luc Baker             | Tina Garabedian / Simon Proulx-Sénécal        | [ 38 ] |

## Klasyfikacja generalna
| Poz. | Zawodnik            | Nota końcowa |
| ---- | ------------------- | ------------ |
| 1    | Jason Brown         | 480,02       |
| 2    | Max Aaron           | 475,10       |
| 3    | Michaił Kolada      | 469,36       |
| 4    | Adam Rippon         | 462,05       |
| 5    | Danijjel Samochin   | 458,81       |
| 6    | Konstantin Mieńszow | 448.24       |
| 7    | Aleksandr Samarin   | 447,72       |
| 8    | Gordiej Gorszkow    | 445,97       |
| 9    | Moris Kwitelaszwili | 443,22       |
| 10   | Anton Szulepow      | 438,53       |

| Poz. | Zawodniczka              | Nota końcowa |
| ---- | ------------------------ | ------------ |
| 1    | Jelizawieta Tuktamyszewa | 394,26       |
| 2    | Anna Pogoriła            | 392,45       |
| 3    | Adelina Sotnikowa        | 363,69       |
| 4    | Elizabet Tursynbajewa    | 354,24       |
| 5    | Marija Artiemjewa        | 351,08       |
| 6    | Alona Leonowa            | 338,85       |
| 7    | Karen Chen               | 334,53       |
| 8    | Tyler Pierce             | 334,41       |
| 9    | Sierafima Sachanowicz    | 334,14       |
| 10   | Angela Wang              | 330,21       |

| Poz. | Zawodnicy                             | Nota końcowa |
| ---- | ------------------------------------- | ------------ |
| 1    | Alona Sawczenko / Bruno Massot        | 424,02       |
| 2    | Yūko Kawaguchi / Aleksandr Smirnow    | 376,50       |
| 3    | Tetiana Wołosożar / Maksim Trańkow    | 369,84       |
| 4    | Kristina Astachowa / Aleksiej Rogonow | 368,88       |
| 5    | Alexa Scimeca / Chris Knierim         | 368,84       |
| 6    | Nicole Della Monica / Matteo Guarise  | 355,76       |
| 7    | Tarah Kayne / Daniel O’Shea           | 345,26       |
| 8    | Mari Vartmann / Ruben Blommaert       | 343,54       |
| 9    | Marissa Castelli / Mervin Tran        | 340,46       |
| 10   | Goda Butkutė / Nikita Jermołajew      | 296,92       |

| Poz. | Zawodnicy                                    | Nota końcowa |
| ---- | -------------------------------------------- | ------------ |
| 1    | Charlène Guignard / Marco Fabbri             | 342,00       |
| 2    | Isabella Tobias / Ilja Tkaczenko             | 321,82       |
| 3    | Natalia Kaliszek / Maksym Spodyriew          | 298,12       |
| 4    | Alisa Agafonova / Alper Uçar                 | 297,08       |
| 5    | Wiktoryja Kawalowa / Jurij Bielajew          | 290,94       |
| 6    | Laurence Fournier Beaudry / Nikolaj Sørensen | 288,73       |
| 7    | Federica Testa / Lukáš Csölley               | 288,22       |
| 8    | Kaitlin Hawayek / Jean-Luc Baker             | 285,92       |
| 9    | Cecilia Törn / Jussiville Partanen           | 279,82       |
| 10   | Liudmiła Sośnicka / Paweł Gołowisznokow      | 270,56       |